# Ayrens
Ayrens est une commune française située dans le département du Cantal en région Auvergne-Rhône-Alpes.

## Géographie

### Localisation
Cette commune est située au nord-ouest du bassin sédimentaire d’Aurillac. Son unité paysagère, constituée de collines, présente un contraste, dans son relief et dans sa mise en valeur, avec le reste du bassin d’Aurillac. Elle forme des paysages vallonnés à dominante agricole où de nombreux boisements peu étendus, de feuillus (chêne Pédonculé), mélangés au pin sylvestre et au bouleau, occupent les pentes, les fonds de vallons ou le sommet des croupes. Le réseau bocager est dense, en particulier sur les zones de pente.
C'est sur cette commune que se rencontrent le méridien de Paris et le 45e parallèle nord (45° 00′ 00″ N, 2° 20′ 14,025″ E). C'est ainsi le point fondamental de la projection de Bonne utilisée par les cartes d'état-major françaises.
Sur le territoire de la commune se trouvent, entre autres, les hameaux de Niac, Boutonnet, le Bos, Colin, Jammes.

### Communes limitrophes
Les communes limitrophes sont  Freix-Anglards, Jussac, Nieudan, Saint-Illide, Saint-Paul-des-Landes, Saint-Victor et Teissières-de-Cornet.

### Climat
Pour des articles plus généraux, voir Climat d'Auvergne-Rhône-Alpes et Climat du Cantal.
En 2010, le climat de la commune est de type climat des marges montargnardes, selon une étude du CNRS s'appuyant sur une série de données couvrant la période 1971-2000. En 2020, Météo-France publie une typologie des climats de la France métropolitaine dans laquelle la commune est exposée à un climat de montagne ou de marges de montagne et est dans la région climatique Ouest et nord-ouest du Massif Central, caractérisée par une pluviométrie annuelle de 900 à 1 500 mm, maximale en automne et en hiver.
Pour la période 1971-2000, la température annuelle moyenne est de 10 °C, avec une amplitude thermique annuelle de 15,4 °C. Le cumul annuel moyen de précipitations est de 1 237 mm, avec 12,4 jours de précipitations en janvier et 7,7 jours en juillet. Pour la période 1991-2020, la température moyenne annuelle observée sur la station météorologique de Météo-France la plus proche, sur la commune d'Aurillac à 11 km à vol d'oiseau, est de 10,5 °C et le cumul annuel moyen de précipitations est de 1 134,7 mm,. Pour l'avenir, les paramètres climatiques de la commune estimés pour 2050 selon différents scénarios d'émission de gaz à effet de serre sont consultables sur un site dédié publié par Météo-France en novembre 2022.

## Urbanisme

### Typologie
Au 1er janvier 2024, Ayrens est catégorisée commune rurale à habitat dispersé, selon la nouvelle grille communale de densité à 7 niveaux définie par l'Insee en 2022.
Elle est située hors unité urbaine. Par ailleurs la commune fait partie de l'aire d'attraction d'Aurillac, dont elle est une commune de la couronne,. Cette aire, qui regroupe 85 communes, est catégorisée dans les aires de 50 000 à moins de 200 000 habitants,.

### Occupation des sols
L'occupation des sols de la commune, telle qu'elle ressort de la base de données européenne d’occupation biophysique des sols Corine Land Cover (CLC), est marquée par l'importance des territoires agricoles (66,3 % en 2018), une proportion sensiblement équivalente à celle de 1990 (66,8 %). La répartition détaillée en 2018 est la suivante : prairies (44,2 %), forêts (32,6 %), zones agricoles hétérogènes (22,2 %), zones urbanisées (1,1 %). L'évolution de l’occupation des sols de la commune et de ses infrastructures peut être observée sur les différentes représentations cartographiques du territoire : la carte de Cassini (XVIIIe siècle), la carte d'état-major (1820-1866) et les cartes ou photos aériennes de l'IGN pour la période actuelle (1950 à aujourd'hui).

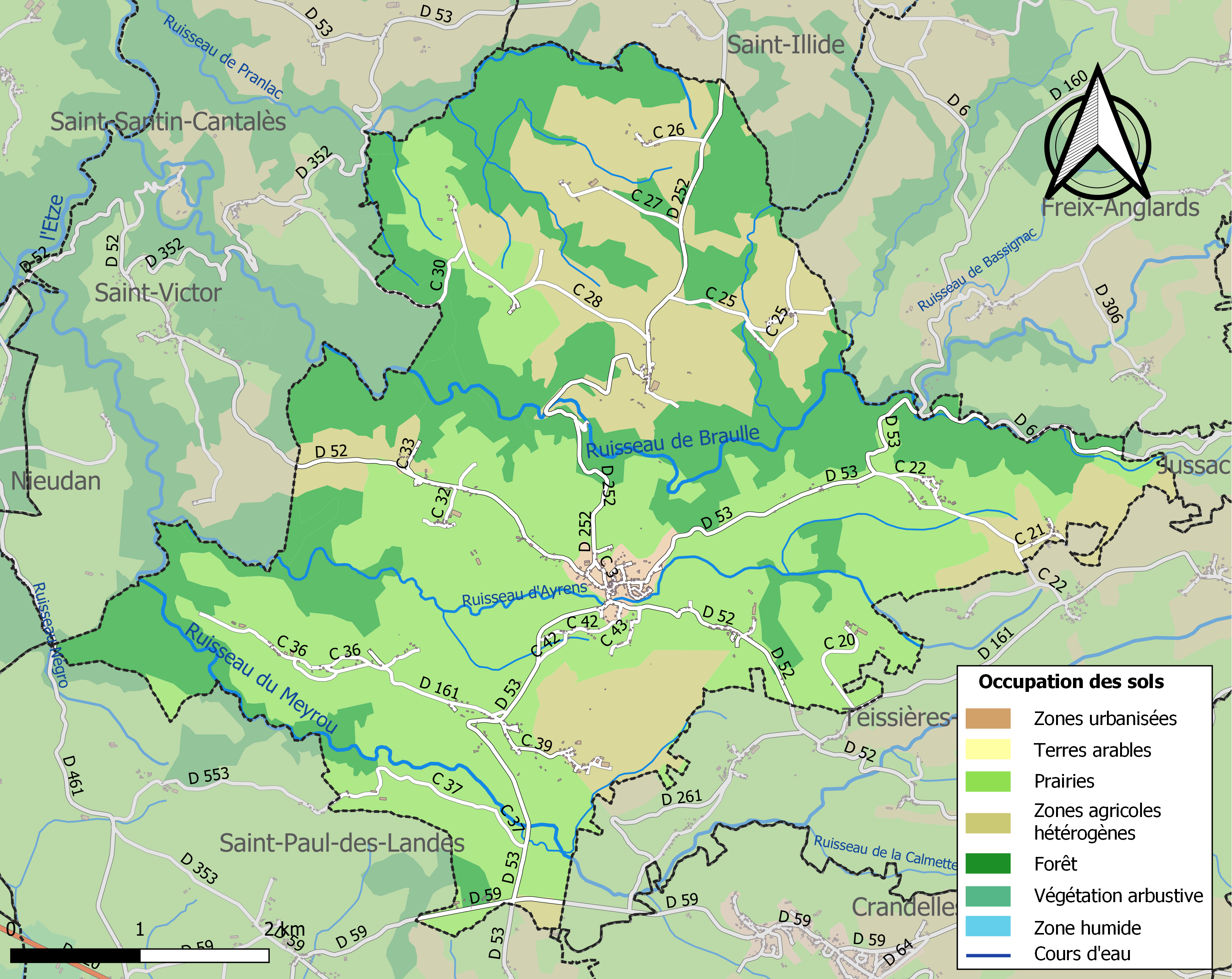
Carte des infrastructures et de l'occupation des sols de la commune en 2018 (CLC).

### Habitat et logement
En 2018, le nombre total de logements dans la commune était de 351, alors qu'il était de 319 en 2013 et de 307 en 2008.
Parmi ces logements, 74,1 % étaient des résidences principales, 16,5 % des résidences secondaires et 9,4 % des logements vacants. Ces logements étaient pour 98,3 % d'entre eux des maisons individuelles et pour 1,7 % des appartements.
Le tableau ci-dessous présente la typologie des logements à Ayrens en 2018 en comparaison avec celle du Cantal et de la France entière. Une caractéristique marquante du parc de logements est ainsi une proportion de résidences secondaires et logements occasionnels (16,5 %) inférieure à celle du département (20,4 %) mais supérieure à celle de la France entière (9,7 %). Concernant le statut d'occupation de ces logements, 86,3 % des habitants de la commune sont propriétaires de leur logement (87 % en 2013), contre 70,4 % pour le Cantal et 57,5 pour la France entière.
| Typologie                                               | Ayrens | Cantal | France entière |
| ------------------------------------------------------- | ------ | ------ | -------------- |
| Résidences principales (en %)                           | 74,1   | 67,7   | 82,1           |
| Résidences secondaires et logements occasionnels (en %) | 16,5   | 20,4   | 9,7            |
| Logements vacants (en %)                                | 9,4    | 11,9   | 8,2            |

## Toponymie
Le nom de la localité est attesté sous les formes Eren en 1316, Ayren en 1378, Ayrenh au XIVe siècle.
Airen en occitan.

## Politique et administration

### Découpage territorial
La commune d'Ayrens est membre de la communauté d'agglomération du Bassin d'Aurillac, un établissement public de coopération intercommunale (EPCI) à fiscalité propre créé le 22 novembre 1999 dont le siège est à Aurillac. Ce dernier est par ailleurs membre d'autres groupements intercommunaux.
Sur le plan administratif, elle est rattachée à l'arrondissement d'Aurillac, à la circonscription administrative de l'État du Cantal et à la région Auvergne-Rhône-Alpes.
Sur le plan électoral, elle dépend du canton de Saint-Paul-des-Landes pour l'élection des conseillers départementaux, depuis le redécoupage cantonal de 2014 entré en vigueur en 2015, et de la première circonscription du Cantal  pour les élections législatives, depuis le dernier découpage électoral de 2010.

### Liste des maires
| Période   | Période   | Identité             | Étiquette | Qualité                                                  |
| --------- | --------- | -------------------- | --------- | -------------------------------------------------------- |
| 1790      | 1793      | Louis Linthilac      |           |                                                          |
| 1793      | 1793      | François Maleprade   |           |                                                          |
| 1793      | 1795      | Louis Dejour         |           |                                                          |
| 1795      | 1796      | Guillaume Lafon      |           |                                                          |
| 1796      | 1798      | René Andrieu         |           |                                                          |
| 1798      | 1799      | Pierre Lallier       |           |                                                          |
| 1799      | 1802      | Jean Vabret          |           |                                                          |
| 1802      | 1802      | Louis Bonhomme       |           |                                                          |
| 1802      | 1803      | François Maleprade   |           |                                                          |
| 1803      | 1804      | Antoine Maisonobre   |           |                                                          |
| 1805      | 1805      | François Capelle     |           |                                                          |
| 1805      | 1806      | Antoine Maisonobre   |           |                                                          |
| 1806      | 1808      | Charles Devèze       |           |                                                          |
| 1808      | 1816      | Antoine Bonhomme     |           |                                                          |
| 1816      | 1850      | Salvenie de Montal   |           |                                                          |
| 1820      | 1848      | Antoine de Montal    |           |                                                          |
| 1848      | 1852      | Durand Lafon         |           |                                                          |
| 1852      | 1857      | Louis Rengade        |           |                                                          |
| 1857      | 1863      | Antoine Deconquand   |           |                                                          |
| 1863      | 1876      | Jean Rengade         |           |                                                          |
| 1876      | 1888      | Emile Gazard         |           |                                                          |
| 1888      | 1896      | Amédée Rebeyrols     |           |                                                          |
| 1896      | 1904      | Antoine Mallet       |           |                                                          |
| 1904      | 1910      | Jean Léon Réniac     | Rad.      | Conseiller général du canton d'Aurillac-Nord (1919-1925) |
| 1910      | 1920      | Pierre Vidal         |           |                                                          |
| 1920      | 1933      | Louis Maisonobe      |           |                                                          |
| 1933      | 1935      | François Verchambres |           |                                                          |
| 1935      | 1945      | Pierre Poux          |           |                                                          |
| 1945      | 1947      | François Verchambres |           |                                                          |
| 1947      | 1958      | Adrien Prunet        |           |                                                          |
| 1958      | 1971      | Albert Moissinac     |           |                                                          |
| mars 2001 | mars 2008 | Jean Chanut          |           |                                                          |
| mars 2008 | mai 2009  | Robert Wallez        |           |                                                          |
| mai 2009  | juin 2020 | Philippe Granier     | DVG       | Commerçant                                               |
| juin 2020 | En cours  | Hubert Bonhommet     |           | Responsable qualité                                      |

## Population et société

### Démographie
L'évolution du nombre d'habitants est connue à travers les recensements de la population effectués dans la commune depuis 1793. Pour les communes de moins de 10 000 habitants, une enquête de recensement portant sur toute la population est réalisée tous les cinq ans, les populations de référence des années intermédiaires étant quant à elles estimées par interpolation ou extrapolation. Pour la commune, le premier recensement exhaustif entrant dans le cadre du nouveau dispositif a été réalisé en 2004.

En 2022, la commune comptait 618 habitants, en évolution de −6,93 % par rapport à 2016 (Cantal : −1,08 %, France hors Mayotte : +2,11 %).
| 1793  | 1800  | 1806  | 1821  | 1831  | 1836  | 1841  | 1846  | 1851  |
| ----- | ----- | ----- | ----- | ----- | ----- | ----- | ----- | ----- |
| 1 390 | 1 240 | 1 135 | 1 151 | 1 191 | 1 164 | 1 183 | 1 140 | 1 148 |

| 1856  | 1861  | 1866  | 1872 | 1876 | 1881 | 1886 | 1891  | 1896 |
| ----- | ----- | ----- | ---- | ---- | ---- | ---- | ----- | ---- |
| 1 117 | 1 001 | 1 005 | 990  | 962  | 960  | 965  | 1 061 | 912  |

| 1901 | 1906 | 1911 | 1921 | 1926 | 1931 | 1936 | 1946 | 1954 |
| ---- | ---- | ---- | ---- | ---- | ---- | ---- | ---- | ---- |
| 960  | 852  | 838  | 740  | 751  | 702  | 642  | 632  | 569  |

| 1962 | 1968 | 1975 | 1982 | 1990 | 1999 | 2004 | 2006 | 2009 |
| ---- | ---- | ---- | ---- | ---- | ---- | ---- | ---- | ---- |
| 513  | 505  | 444  | 544  | 545  | 494  | 525  | 546  | 562  |

| 2014 | 2019 | 2022 | - | - | - | - | - | - |
| ---- | ---- | ---- | - | - | - | - | - | - |
| 638  | 629  | 618  | - | - | - | - | - | - |

## Économie
La polyculture et l'élevage par une trentaine d'exploitations façonnent les paysages de la commune. Toutefois, bien que le territoire reste très agricole (avec 62 % de recouvrement), la déprise agricole sectorielle est probable à plus ou moins long terme en raison de secteurs pentus et d'éloignement des sièges d'exploitation.

## Culture locale et patrimoine

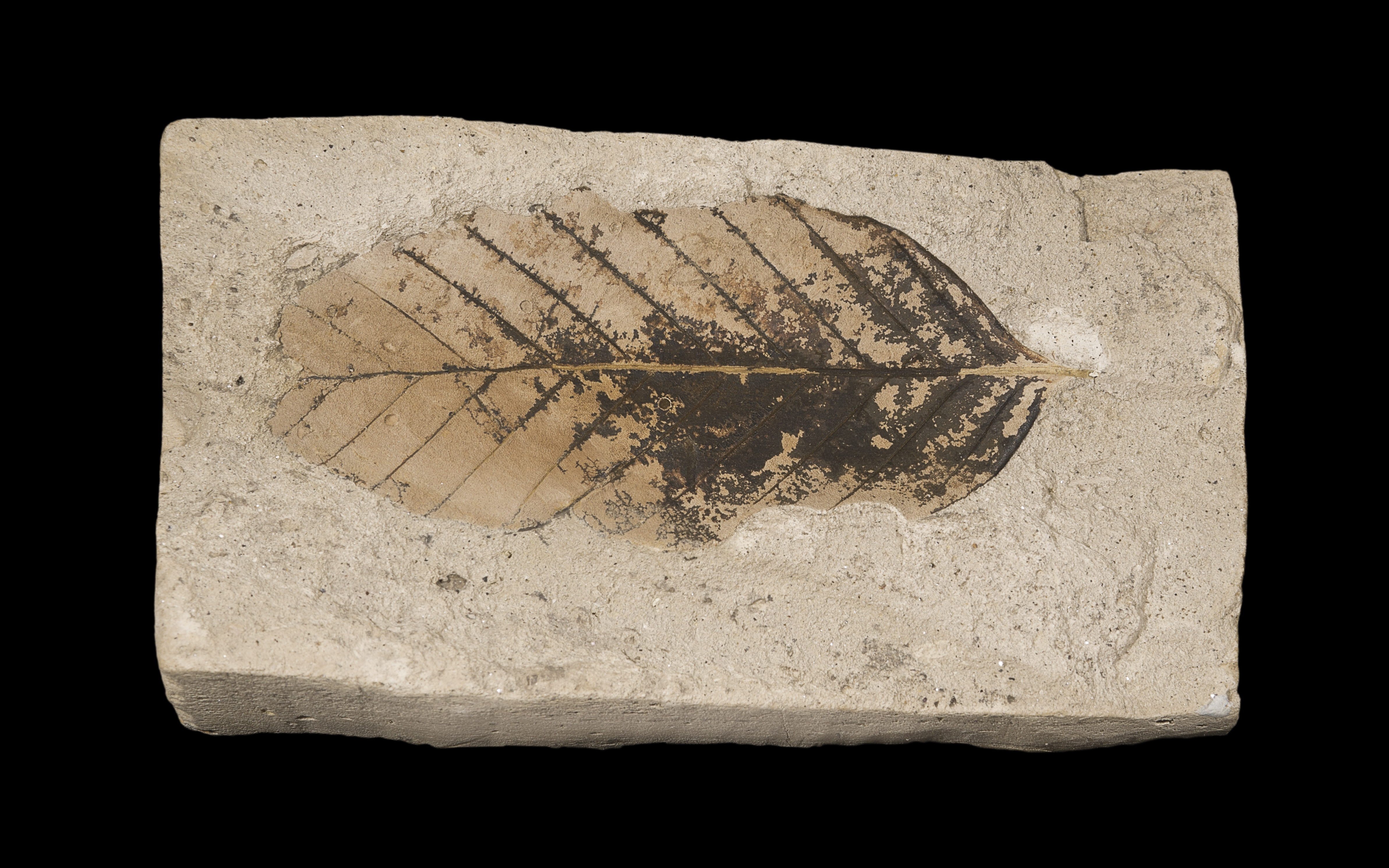
Fagus sylvatica pliocenica - Ayrens– Muséum de Toulouse.

### Lieux et monuments
- Le château de Clavières de style troubadour ;
- L'église Saint-Christophe-et-Saint-Genès d'Ayrens ;
- À l'intersection du méridien de Paris et du 45e parallèle nord, qui se trouve dans un champ, quatre arbres ont été plantés à l'occasion des célébrations de la Méridienne verte du 14 juillet 2000. Les arbres sont disposés en carré dont les sommets sont dirigés vers les points cardinaux, ce qui permet de visualiser le point d'intersection et de s'y tenir[23].

### Personnalités liées à la commune
- Jean-Pierre Malhes (Pierre Malhes, d'après son état-civil), homme politique, né le 6 avril 1748 à Ayrens (Cantal) et mort le 22 octobre 1829 à Aurillac (Cantal).
- Louis Félix de la Salle de Rochemaure, écrivain[24],[25],[26], qui résidait au château de Clavières.
- Jean Léon Sanis (Ayrens 1804-), géographe, professeur au lycée Louis-le-Grand.